# フローリアン・シュナイダー

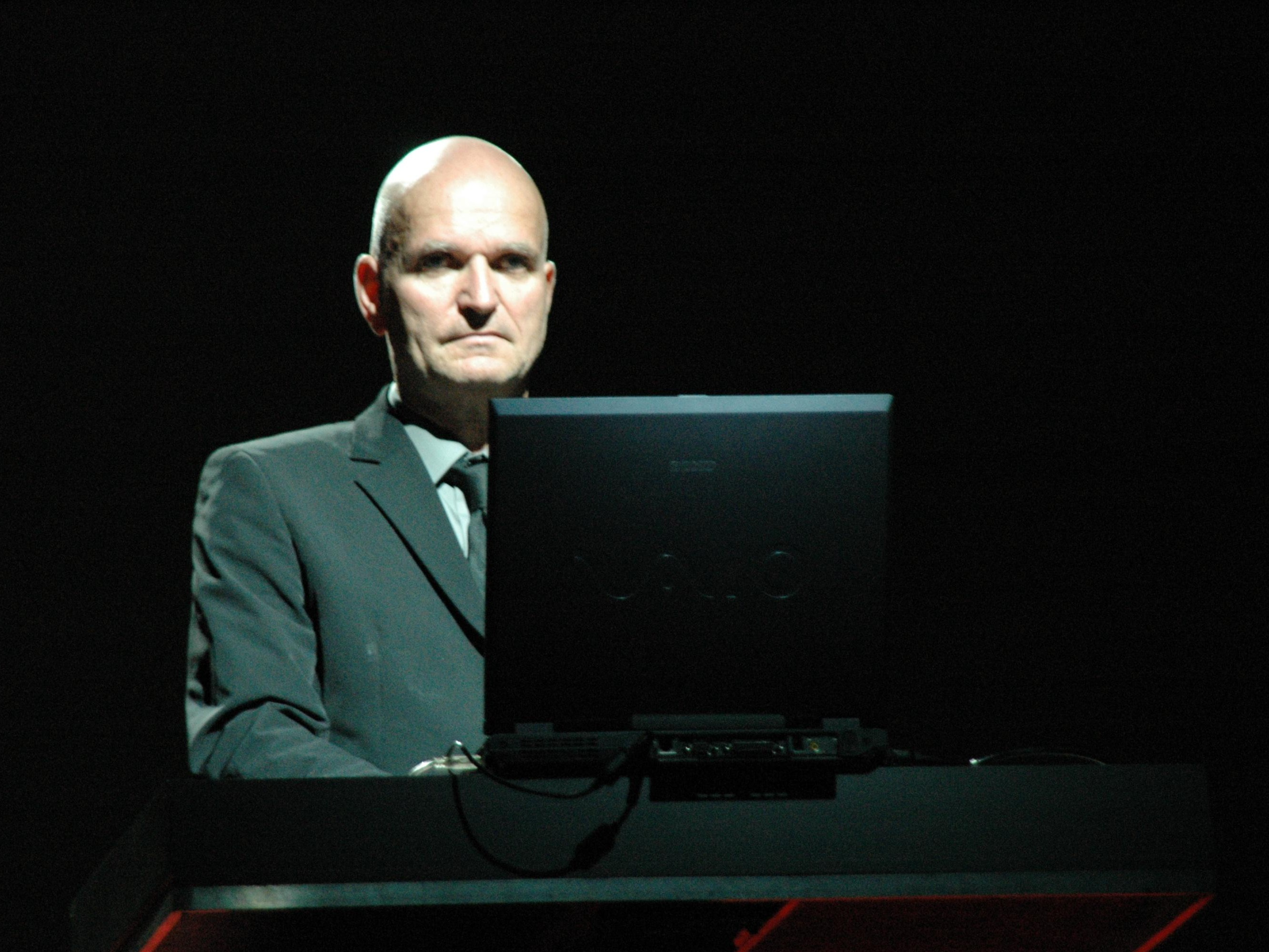
2005年

フローリアン・シュナイダー＝エスレーベン（Florian Schneider-Esleben、1947年4月7日 - 2020年4月21日）は、ドイツの電子音楽グループであるクラフトワークの創設者の一人。

## 人物
著名な建築家を父に持ちデュッセルドルフ音楽院で音楽を学ぶ。同じく生家の裕福なラルフ・ヒュッターと出会い、1970年にクラフトワークを創設。
フルート奏者であったが70年代半ばより音声合成を専門とした。1973年にはセンサーパッドの付いた電子パーカッションを発明し1975年に特許を出願、1977年にアメリカでヒュッターと連名で取得している。2008年にライブツアーを引退し制作に専念することを公表していたが、正式に脱退したことが2009年に発表された。2015年にシュナイダーとダン・ラックスマンはウーヴェ・シュミットの協力を得てプラスチックによる海洋汚染防止キャンペーンのために小作品を発表した。
晩年はデュッセルドルフ近郊のメーアブッシュにて娘と暮らした。2020年4月7日に73歳の誕生日を迎えたが、4月21日に癌のために亡くなり、5月7日に埋葬された。73歳没。